# Tossal del Bordar
El Tossal del Bordar és una muntanya de 831 metres que es troba al municipi de les Valls de Valira, a la comarca de l'Alt Urgell.